# Francisco Barreto
Francisco Barreto (Faro, 1520 — Sena, 9 de julho de 1573) foi um militar português.

## Biografia
Filho de Rui Barreto e de sua mulher Branca de Vilhena.
Ao comando de uma pequena frota, partiu para a Índia Portuguesa em 1547 e, mais tarde, em 1552, foi enviado para Cochim a fim de controlar o comércio da pimenta que a guerra impedia de ser embarcada nas naus portuguesas.
Em 16 de Junho de 1555 assumiu o cargo de 18.º Governador da Índia, em substituição de D. Pedro Mascarenhas, entretanto falecido.

### Incêndio da Armada
«E não havendo mais de que oito dias, que o Governador estava de posse, succedeo a mór perda, e desaventura, que nunca a India teve, e foi, que vespera de S. João, já de noite, lançou hum homem hum foguete de humas casas, junto a nossa Senhora do Rosario, que o demonio encaminhou pera a ribeira das Armadas, e foi cahir sobre o galeão S. Mattheus, que estava varado, cuberto de palha, que tomou logo fogo com tanta braveza, que foi espanto; e como estava a balravento dos mais galeões, que estavam varados tambem junto delle, e o vento era rijo, foi-se pegando o fogo de galeão em galeão com tamanho estrondo, e terremoto, que parecia que se assolava toda a Cidade. O Governador vendo aquelle incendio, acudio á ribeira com todos os Fidalgos, moradores e soldatesca que havia (...). E foi esta diligencia que poz, tal, que foi parte pera se salvar toda a mais Armada? Durou este incendio toda aquella noite, e o dia seguinte, em que se queimáram, e consumíram seis galeões Reaes, quatro caravelas, e duas formosas galés, cousa que todos sentiram muito, porque era a mór força que o Estado tinha.»
Manteve-se no cargo até 1558, altura em que partiu de regresso ao reino, tendo só chegado a Lisboa três anos depois, devido a contratempos que o fizeram escalar em Moçambique.
Já em Portugal foi nomeado general das galés do reino até 1569, ano em que foi enviado para Moçambique como governador de Monomotapa para conquistar as minas de ouro. Morreu em Moçambique, mas os seus restos mortais foram mais tarde trasladados para Portugal.
Outro Francisco Barreto foi governador de Pernambuco.